# Grande Prêmio de Mônaco de 1965
O Grande Prêmio de Mônaco de 1965 de Fórmula 1 foi realizado em Montecarlo em 30 de maio de 1965. Segunda etapa da temporada, a vitória foi do britânico Graham Hill. Neste mesmo dia estreou o futuro campeão mundial, Denny Hulme

## Resumo
Jim Clark, Dan Gurney e Mike Spence não participaram desta corrida, pois a Lotus cruzou o Oceano Atlântico para disputar as 500 Milhas de Indianápolis de 1965, vencidas por Clark.

## Classificação da prova
| Pos. | Nº | Piloto          | Construtor     | Voltas | Tempo/Diferença | Grid | Pontos |
| ---- | -- | --------------- | -------------- | ------ | --------------- | ---- | ------ |
| 1    | 3  | Graham Hill     | BRM            | 100    | 2:37:39.6       | 1    | 9      |
| 2    | 17 | Lorenzo Bandini | Ferrari        | 100    | + 1:04.0        | 4    | 6      |
| 3    | 4  | Jackie Stewart  | BRM            | 100    | + 1:41.9        | 3    | 4      |
| 4    | 18 | John Surtees    | Ferrari        | 99     | Pane seca       | 5    | 3      |
| 5    | 7  | Bruce McLaren   | Cooper-Climax  | 98     | + 2 voltas      | 7    | 2      |
| 6    | 14 | Jo Siffert      | Brabham-BRM    | 98     | + 2 voltas      | 10   | 1      |
| 7    | 12 | Jo Bonnier      | Brabham-Climax | 97     | + 3 voltas      | 13   |        |
| 8    | 2  | Denny Hulme     | Brabham-Climax | 92     | + 8 voltas      | 8    |        |
| 9    | 9  | Bob Anderson    | Brabham-Climax | 85     | + 15 voltas     | 9    |        |
| 10   | 10 | Paul Hawkins    | Lotus-Climax   | 79     | Acidente        | 14   |        |
| Ret  | 1  | Jack Brabham    | Brabham-Climax | 43     | Motor           | 2    |        |
| Ret  | 15 | Richard Attwood | Lotus-BRM      | 43     | Roda            | 6    |        |
| Ret  | 19 | Ronnie Bucknum  | Honda          | 33     | Câmbio          | 15   |        |
| Ret  | 11 | Frank Gardner   | Brabham-BRM    | 29     | Motor           | 11   |        |
| Ret  | 16 | Mike Hailwood   | Lotus-BRM      | 12     | Câmbio          | 12   |        |
| Ret  | 20 | Richie Ginther  | Honda          | 0      | Semieixo        | 16   |        |
| DNQ  | 8  | Jochen Rindt    | Cooper-Climax  |        |                 |      |        |

## Tabela do campeonato após a corrida
|    | Pos. | Piloto          | Pontos |
| -- | ---- | --------------- | ------ |
| 2  | 1    | Graham Hill     | 13     |
| 1  | 2    | Jim Clark       | 9      |
| 1  | 3    | John Surtees    | 9      |
| 11 | 4    | Lorenzo Bandini | 6      |
| 1  | 5    | Jackie Stewart  | 5      |

|   | Pos. | Construtor    | Pontos |
| - | ---- | ------------- | ------ |
| 2 | 1    | BRM           | 13     |
|   | 2    | Ferrari       | 12     |
| 2 | 3    | Lotus-Climax  | 9      |
|   | 4    | Cooper-Climax | 4      |
|   | 5    | Brabham-BRM   | 1      |

- Nota: Somente as primeiras cinco posições estão listadas. Apenas os seis melhores resultados de cada piloto ou equipe eram computados visando o título. Neste ponto esclarecemos: na tabela dos construtores figurava somente o melhor colocado dentre os carros de um time.